# Husayn Xah Langah II
Husayn Xah Langah II (1498-1524) fou sultà de la dinastia Langah de Multan. Era fill de Mahmud Khan Langah.
El 1524 Husayn Xah Arghun, que tenia l'aprovació de Baber, va marxar contra Multan, conquerint pel camí les fortaleses de Siwrai, Mau i Uchchh; aquesta darrera fou saquejada. El jove sultà Mahmud Khan Langah (1502-1524), que tenia 26 anys, va sortir de la seva capital amb 80000 homes a l'encontre de l'invasor, però va morir sobtadament de malaltia (o enverinat pel cap del seu exèrcit Langar Khan Langah, que va desertar i es va passar a Husayn Xah Arghun) i va pujar al tron el seu fill Husayn Xah Langah II, que era menor d'edat (tres anys), ocupant la regència el primer ministre Xudja al-Mulk Bukhari, gendre de Mahmud Khan Langah, el qual va preferir signar un acord de pau en lloc de continuar la guerra.
Llavors Husayn Xah Arghun se'n va anar i va atacar la fortalesa del desert de Derawar (després [Bahawalpur]) però aviat va retornar a Multan que volia conquerir com fos (1525); el regent, contra el parer dels caps militars, va decidir resistir i la ciutat va quedar assetjada; el setge va durar un any; la gana va fer estralls i quan es van acabar els gats i gossos per menjar la guarnició es va rendir i la ciutat fou saquejada de manera salvatge fent un botí enorme; tots els habitants de 7 a 70 anys foren fets presoners o executats. Husayn Xah Langah II fou fet presoner i el seu oncle i regent Xudja al-Mulk Bukhari fou torturat fins a la mort (1526).
Multan fou annexionat al Sind i el govern de la regió confiat a un tal Khwadja Xams al-Din Mahuni. No obstant això, aquest fou expulsat al cap d'un temps pel traïdor Langar Khan Langah, que al seu torn fou substituït per Mirza Kamran, fill de Baber i germà de l'emperador Humayun (vers 1530) fins al 1540 quan va ser ocupada per Xer-Xah Surí. Va romandre en mans de la dinastia Suri fins al 1555 quan Humayun la va recuperar i formà llavors part de l'Imperi Mogol.